# Constantin Avram (deputat)
Constantin Avram (n. 10 iunie 1954) este un fost politician român. Acesta a fost ales deputat în legislaturile 2012-2016 și 2016-2020 din partea Partidului Alianța Liberalilor și Democraților.